# Bataille d'Atapuerca
La bataille d'Atapuerca se déroule le 1er septembre 1054 dans la vallée d'Atapuerca (dans l'actuelle province de Burgos, à l'époque dans le comté de Castille), entre les rois Ferdinand Ier de León (également comte de Castille) et García IV de Navarre. Les deux souverains, tous deux fils de Sanche III de Navarre, s'affrontent pour le contrôle de territoires appartenant au comté de Castille mais légués par le souverain navarrais à García IV.
La bataille se solde par une victoire du monarque léonais ; le souverain navarrais est blessé à mort pendant les combats.